# 抗法坪石营部旧址
抗法坪石营部旧址，位于中国广东省湛江市遂溪县黄略镇坪石村，为遂溪县的一个县级文物保护单位，类型为古建筑，公布时间为2005年4月6日。
抗法坪石营部旧址的历史年代为清代。